# Jasmund

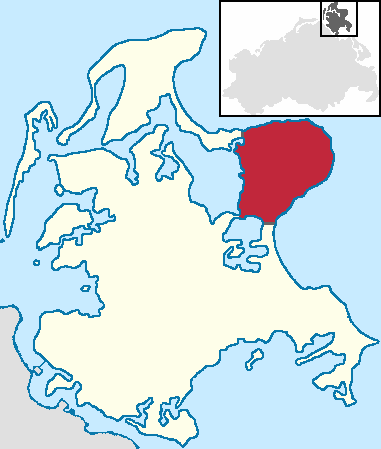
Położenie półwyspu na wyspie Rugia i na tle kraju związkowego Meklemburgia-Pomorze Przednie

Jasmund – półwysep w Niemczech, w północno-wschodniej części wyspy Rugia, w kraju związkowym Meklemburgia-Pomorze Przednie. Połączony jest z pozostałym obszarem wyspy trzema mierzejami. 12 września 1990 roku na półwyspie został utworzony Park Narodowy Jasmund. Zajmuje powierzchnię 3003 hektarów i jest tym samym najmniejszym parkiem narodowym Niemiec.
Charakterystycznymi elementami przyrodniczymi półwyspu są pierwotny las bukowy rosnący na grzbiecie wzgórz Stubnitz i kredowe wybrzeże klifowe. Największą miejscowością jest miasto portowe Sassnitz.